# 市原市の保育所・幼稚園一覧
- 日本の幼稚園一覧 > 千葉県幼稚園一覧 > 市原市の保育所・幼稚園一覧

市原市の保育所・幼稚園一覧（いちはらしのほいくじょ・ようちえんいちらん）では、日本の千葉県市原市に所在する保育所と幼稚園並びに認定こども園を列挙し、解説する。

市原市には2022年現在、4箇所の公立保育所、18箇所の私立保育所、6箇所の公立認定こども園、6箇所の私立認定こども園、0箇所の公立幼稚園、18箇所の私立幼稚園が存在する。

## 公立保育所一覧

### 市原市立三和保育所
市原市立三和保育所（いちはらしりつさんわほいくしょ）は、千葉県市原市にある公立の保育所である。
- 対象年齢：1歳から5歳[1]
- 定員：70名[1]

### 市原市立辰巳保育所
市原市立辰巳保育所（いちはらしいりつたつみほいくしょ）は、千葉県市原市にある公立の保育所である。
- 対象年齢：生後57日目の0歳から5歳[1]
- 定員：160名[1]

### 市原市立馬立保育所
市原市立馬立保育所（いちはらしりつうまたてほいくしょ）は、千葉県市原市にある公立の保育所である。
- 対象年齢：生後57日目の0歳から5歳[1]
- 定員：70名[1]

### 市原市立鶴舞保育所
市原市立鶴舞保育所（いちはらしりつつるまいほいくしょ）は、千葉県市原市にある公立の保育所である。
- 対象年齢：生後57日目の0歳から5歳[1]
- 定員：50名[1]
- 市原市立鶴舞保育所公式ホームページ

## 私立認可保育所一覧

### 白塚保育園
白塚保育園（しらつかほいくえん）は、千葉県市原市にあり、社会福祉法人和光会が運営している私立認可保育所である。2010年8月1日に設置された。0歳児から5歳児までを対象にした定員120名の認可保育所で、7時から20時まで開園し延長保育にも対応している。市原市の認可保育所事業の他に、一時預かり保育事業・市原市地域子育て支援拠点事業を行っている。
- 所在地：〒299-0104　千葉県市原市白塚448番地
- 運営：社会福祉法人和光会
- 対象年齢：0歳から5歳
- 定員：120名

### つぼみの森第二保育園
つぼみの森第二保育園（つぼみのもりだいにほいくえん）は、千葉県市原市にあり、社会福祉法人宝樹が運営する私立認可保育所である。島野に姉妹園のつぼみの森保育園がある。0歳児から5歳児までを対象にした定員156名の認可保育所で、0歳児から2歳児はモンテッソーリ教育による保育を、3歳児から5歳児はヨコミネ式教育を実施している。
- 所在地：〒299-0111　千葉県市原市姉崎2611番地[4]
- 運営：社会福祉法人宝樹[4]
- 対象年齢：0歳から5歳[1]
- 定員：156名[1]
- 姉妹園：つぼみの森保育園[4]
- 前身：市原市立姉崎第二保育所、市原市立椎津保育所
- つぼみの森第二保育園公式ホームページ

### 杏保育園
杏保育園（あんずほいくえん）は、千葉県市原市にあり、社会福祉法人杏の会が運営する私立認可保育所である。生後57日目の0歳児から5歳児までを対象にして、定員は162名となっている。田園風景の広がる自然豊かな環境の中に位置しており、様々な生物が園庭で見られる。自家栽培で園児と野菜を育て、実際に調理で使用するなどの食育にも取り組んでいる。
- 所在地：〒290-0024 千葉県市原市根田878番地[5]
- 運営：社会福祉法人杏の会[5]
- 対象年齢：生後57日目の0歳から5歳[6]
- 定員：162名[1]

### つぼみの森保育園
つぼみの森保育園（つぼみのもりほいくえん）は、千葉県市原市にあり、社会福祉法人宝樹が運営する私立認可保育所である。姉崎に姉妹園のつぼみの森第二保育園がある。0歳児から5歳児までを対象にした定員170名の認可保育園で、0歳児から2歳児はモンテッソーリ教育による保育を、3歳児から5歳児はヨコミネ式教育を実施している。
- 所在地：〒290-0034 千葉県市原市島野475番地
- 運営：社会福祉法人宝樹
- 対象年齢：0歳から5歳
- 定員：170名
- 姉妹園：つぼみの森第二保育園

### 春保育園
春保育園（はるほいくえん）は、千葉県市原市にあり、社会福祉法人杏の会が運営する私立認可保育所である。生後57日目の0歳児から2歳児までを対象にして、定員60名となっている。内房線の五井駅より徒歩約4分のところに位置しており、周辺には郵便局や銀行、公園などがある。住宅地にありながら自然豊かな環境もあり、四季折々の体験ができる。
- 所在地：〒290-0054 千葉県市原市五井中央東1丁目11番地19
- 運営：社会福祉法人杏の会
- 対象年齢：0歳から2歳
- 定員：60名

### 国分寺台明世保育園
国分寺台明世保育園（こくぶんじだいめいせいほいくえん）は、千葉県市原市にあり、社会福祉法人啓心会が運営する私立認可保育所である。生後57日目の0歳から2歳までの産休明け保育と、生後6ヶ月の0歳から2歳児までの一時預かり、0歳から未就学児と妊娠中の母親向けの子育て支援センターを設置している。定員は60名である。
- 所在地：〒290-0073 千葉県市原市国分寺台中央4丁目8番地4
- 運営：社会福祉法人啓心会
- 対象年齢：0歳から2歳
- 定員：60名
- 国分寺台明世保育園公式ホームぺージ

### 森の幼稚舎
森の幼稚舎（もりのようちしゃ）は、千葉県市原市にあり、社会福祉法人愛育の森が運営する私立認可保育所である。2018年4月に開園した。0歳児から5歳児までを対象にして、定員は174名となっている。スウェーデンの乳幼児教育から得た、自然の中で伸び伸びと人間形成の土台・根っこをしっかりじっくりと育てていくプロセスを強調している。特色ある活動としては、専門家による絵画と造形・運動・英語の指導を実施し、五感を使って感じることを大切にしつつ、情緒を養うというものがある。一時預かり保育「ファミリア」も運営している。
- 所在地：〒290-0081 千葉県市原市五井中央西1丁目31番地24[11]
- 運営：社会福祉法人愛育の森[10]
- 対象年齢：0歳から5歳[10]
- 定員：174名[10]
- 前身：市原市立若葉保育所
- 森の幼稚舎公式ホームページ

### スクルドエンジェル保育園五井園
スクルドエンジェル保育園五井園（すくるどえんじぇるほいくえんごいえん）は、千葉県市原市にあり、株式会社スクルドアンドカンパニーが運営する私立認可保育所である。開園は2020年4月と比較的新しい。「リズムで学ぶ楽しい英語」をキャッチフレーズに掲げている。リトミックの中で英語を取り入れることで、歌や動きのほか楽器やゲームなどと一緒に英語への好奇心を育む方針。幼児体育指導経験豊富な専門トレーナーによる、楽しみながら心と体の成長をサポートする体験を行なっている。
- 所在地：〒290-0082　千葉県市原市五井中央南1丁目7番地4[12]
- 運営：株式会社スクルドアンドカンパニー[12]
- 対象年齢：0歳から5歳[1]
- 定員：60名[1]
- スクルドエンジェル保育園公式ホームページ

### 市原令和おもいやり保育園
市原令和おもいやり保育園（いちはられいわおもいやりほいくえん）は、千葉県市原市にあり、社会福祉法人おもいやり福祉会が運営する私立認可保育所である。
- 所在地：〒290-0021　千葉県市原市山田橋2丁目4番3号[14]
- 運営：社会福祉法人おもいやり福祉会[14]
- 開園：2021年（令和3年）4月[14]
- 対象年齢：0歳から5歳[14]
- 前身：市原市立市津保育所
- 定員：165名[14]

### 桜保育園
桜保育園（さくらほいくえん）は、千葉県市原市にあり、社会福祉法人杏の会が運営する私立認可保育所である。生後57日目の0歳児から5歳児までの138名を定員としている。内房線の八幡宿駅より徒歩約13分のところに位置しており、周辺には市原警察署や公園がある。また、園より徒歩4分のところには八幡運動公園がある。
- 所在地：〒290-0066 千葉県市原市五所1986番地5
- 運営：社会福祉法人杏の会
- 対象年齢：生後57日目の0歳から5歳
- 定員：138名

### はくちょう保育園
はくちょう保育園（はくちょうほうくえん）は、千葉県市原市にあり、社会福祉法人市原福祉会が運営する私立認可保育所である。0歳児から5歳児までの90名を定員としている。園舎全体が冷暖房完備で、全ての保育室や遊戯窒にマイナスイオン空気清浄機を設置し、室内環境を維持している。園から徒歩10分圏内には、複数箇所に公園が存在している。近くに市原市立若宮小学校、市原市立八幡中学校がある。
- 所在地：〒290-0006　千葉県市原市若宮3丁目4番地4[16]
- 運営：社会福祉法人市原福祉会[16]
- 開園：1979年（昭和54年）4月[16]
- 対象年齢：0歳から5歳[1]
- 定員：90名[1]

### 風の子保育園
風の子保育園（かぜのこほいくえん）は、千葉県市原市にあり、社会福祉法人風の森が運営する私立認可保育所である。同法人が運営する系列保育所に、ちはら台東保育園とちはら台南保育園がある。
- 所在地：〒290-0171　千葉県市原市潤井戸2272番地4[17]
- 運営：社会福祉法人風の森[17]
- 対象年齢：0歳から5歳[17]
- 定員：99名（保育）、10名（一時預かり）[17]
- 事業内容：保育、一時預かり、子育て支援センター[17]
- 風の子保育園公式ホームページ

### ちはら台保育園
ちはら台保育園（ちはらだいほいくえん）は、千葉県市原市にあり、社会福祉法人きみの会が運営する私立認可保育所である。0歳児から2歳児は育児担当制、3歳児から5歳児は異年齢児保育を取り入れている。数量や図形、標識や文字などへの関心・感覚を養うことに力を入れている。
- 所在地：〒290-0142　千葉県市原市ちはら台南2丁目15番地8[18]
- 運営：社会福祉法人きみの会[18]
- 対象年齢：0歳から5歳[1]
- 定員：165名[1]
- ちはら台保育園公式ホームページ

### ちはら台東保育園
ちはら台東保育園（ちはらだいひがしほいくえん）は、千葉県市原市にあり、社会福祉法人おもいやり福祉会が運営する私立認可保育所である。同法人が運営する系列保育所に風の子保育園とちはら台南保育園がある。
- 所在地：〒290-0151　千葉県市原市瀬又507番地[19]
- 運営：社会福祉法人おもいやり福祉会[19]
- 対象年齢：生後57日目の0歳から5歳[20]
- 定員：
- ちはら台東保育園公式ホームページ

### ちはら台南保育園
ちはら台南保育園（ちはらだいみなみほいくえん）は、千葉県市原市にあり、社会福祉法人おもいやり福祉会が運営する私立認可保育所である。0歳児から2歳児を対象として、定員60名となっている。一時預かり「こあら」を実施している。市内には、系列のちはら台東保育園と市原令和おもいやり保育園がある。また、千原台まきぞの幼稚園、ちはら台幼稚園、おゆみ野南幼稚園、能満幼稚園と連携している。
- 所在地：〒290-0142　千葉県市原市ちはら台南1丁目1番地10[22]
- 運営：社会福祉法人おもいやり福祉会[22]
- 対象年齢：生後57日目の0歳から2歳[1]
- 定員：60名[1]
- ちはら台南保育園公式ホームページ

### あい・あい保育園ちはら台園
あい・あい保育園ちはら台園（あいあいほいくえんちはらだいえん）は、千葉県市原市にあり、AIAI Child Care株式会社が運営する私立認可保育所である。「子どもたちは未来の力」をキャッチフレーズに、子どもの最善の利益を優先し、望ましい未来をつくり出す力の基礎を培うことを目指した保育を実施している。特色として、1部屋あたりの定員数を少なく設定した少人数制保育を実践し、各々の興味関心等に合わせた保育を実施していることが挙げられる。また、3歳児から5歳児を対象に、就学前能動的学習プログラムを取り入れているほか、全年齢児を対象とした週1回の英語レッスンを実施している。
- 所在地：〒290-0143　千葉県市原市ちはら台西2丁目3番地8
- 運営：AIAI Child Care株式会社
- 対象年齢：0歳から5歳
- 定員：80名

### ちはら台第二保育園
ちはら台第二保育園（ちはらだいだいにほいくえん）は、千葉県市原市にあり、社会福祉法人きみの会が運営する私立認可保育所である。同法人が経営する系列保育所にちはら台保育園がある。
- 所在地：〒290-0143　千葉県市原市ちはら台西4丁目2番地9
- 運営：社会福祉法人きみの会
- 対象年齢：生後57日目の0歳から5歳
- 定員：126名
- ちはら台第二保育園公式ホームページ

### Picapica保育園ちはら台園
Picapica保育園ちはら台園（ぴかぴかほいくえんちはらだいえん）は、千葉県市原市にあり、株式会社久武が運営する私立認可保育所である。同法人が運営する系列保育所にPicapica保育園美しが丘園がある。
- 所在地：〒290-0141　千葉県市原市ちはら台東9丁目7番地9[25]
- 運営：株式会社久武[25]
- 対象年齢：0歳から5歳[1]
- 定員：60名[25]
- Picapica保育園公式ホームページ

## 公立認定こども園一覧

### 市原市立姉崎認定こども園
市原市立姉崎認定こども園（いちはらしりつあねさきにんていこどもえん）は、千葉県市原市にある公立の認定こども園である。市原市立姉崎保育所を転換する形で設置された。
- 対象：0歳児から5歳児
- 定員：148名（1号：20名、2号：80名、3号：48名）[注釈 1]
- 前身：市原市立姉崎保育所

### 市原市立五井認定こども園
市原市立五井認定こども園（いちはらしりつごいにんていこどもえん）は、千葉県市原市にある公立の認定こども園である。市原市立五井保育所を転換する形で設置された。
- 対象：0歳児から5歳児
- 定員：196名（1号：40名、2号：120名、3号：36名）[注釈 1]
- 前身：市原市立五井保育所

### 市原市立八幡認定こども園
市原市立八幡認定こども園（いちはらしりつやわたにんていこどもえん）は、千葉県市原市にある公立の認定こども園である。市原市立八幡保育所及び市原市立八幡幼稚園を転換する形で設置された。
- 所在地：
- 対象：0歳児から5歳児
- 定員：164名（1号：31名、2号：100名、3号：33名）[注釈 1]
- 前身：市原市立八幡保育所、市原市立八幡幼稚園

### 市原市立辰巳台認定こども園
市原市立辰巳台認定こども園（いちはらしりつたつみだいにんていこどもえん）は、千葉県市原市にある公立の認定こども園である。市原市立辰巳台幼稚園を転換する形で設置された。
- 対象：0歳児から5歳児
- 定員：120名（1号：40名、2号80名）[注釈 1]
- 前身：市原市立辰巳台幼稚園

### 市原市立牛久認定こども園
市原市立牛久認定こども園（いちはらしりつうしくにんていこどもえん）は、千葉県市原市にある公立の認定こども園である。市原市立牛久保育所及び市原市立牛久幼稚園を転換する形で設置された。
- 対象：0歳児から5歳児
- 定員：93名（1号：10名、2号：61名、3号：22名）[注釈 1]
- 前身：市原市立牛久保育所、市原市立牛久幼稚園

### 市原市立高滝認定こども園
市原市立高滝認定こども園（いちはらしりつたかたきにんていこどもえん）は、千葉県市原市にある公立の認定こども園である。市原市立高滝保育所を転換する形で設置された。
- 対象：0歳児から5歳児
- 定員：65名（1号：10名、2号：55名）[注釈 1]
- 前身：市原市立高滝保育所

## 私立認定こども園一覧

### 光風台中央幼稚園
光風台中央幼稚園（こうふうだいちゅうおうようちえん）は、千葉県市原市にあり、学校法人西川学園が運営する幼稚園型認定こども園である。
- 所在地：〒290-0255　千葉県市原市光風台3丁目162番地
- 運営：学校法人西川学園
- 対象：0歳児から5歳児
- 定員：105名（1号：15名、2号及び3号：90名）
- 開園：1977年（昭和52年）4月
- 光風台中央幼稚園ホームページ

### 五井幼稚園
五井幼稚園（ごいようちえん）は、千葉県市原市にあり、学校法人五井学園が運営する幼稚園型認定こども園である。
- 所在地：〒290-0056　千葉県市原市五井5146番地
- 運営：学校法人五井学園
- 対象：1歳児から5歳児
- 定員：230名
- 五井幼稚園ホームページ

### 光の子幼稚園
光の子幼稚園（ひかりのこようちえん）は、千葉県市原市にあり、学校法人光の子学園が運営する幼稚園型認定こども園である。キリスト教系の幼稚園で、児童は「光の子」と呼ばれている。
- 所在地：〒290-0003　千葉県市原市辰巳台東3丁目11番地
- 運営：学校法人光の子学園
- 対象：0歳児から5歳児
- 定員：230名
- 光の子幼稚園ホームページ

#### 沿革
- 1966年（昭和41年） - 創立[32]
- 2016年（平成28年） - 認定こども園に移行[32]

### 国分寺台幼稚園
国分寺台幼稚園（こくぶんじだいようちえん）は、千葉県市原市にあり、学校法人泉水学園が運営する幼稚園型認定こども園である。「自主・創造・丈夫な体づくりを柱として、心身ともに健康で調和のとれた人間形成の素地を培う」をキャッチフレーズにしている。外国人講師とのふれあいを通して、歌やゲームなどで英語に慣れ親しむ活動を行なっている。
- 所在地：〒290-0073　千葉県市原市国分寺台中央5丁目10番地1
- 運営：学校法人泉水学園
- 対象：0歳児から5歳児
- 定員：180名
- 国分寺台幼稚園ホームページ

### ちぐさ蒼空こども園
ちぐさ蒼空こども園（ちぐさあおぞらこどもえん）は、千葉県市原市にあり、学校法泉水学園が運営する認定こども園である。対象は0歳児から5歳児。園の周辺は住宅に囲まれているが、少し離れると前川が流れている。
- 所在地：〒299-0102　千葉県市原市青柳2040番地3
- 運営：学校法人泉水学園
- 対象：0歳児から5歳児
- 定員：116名
- 設立：2020年3月1日

### 認定こども園あすなろ幼稚園
認定こども園あすなろ幼稚園（にんていこどもえんあすなろようちえん）は、千葉県市原市にあり、学校法人沢学園が運営する認定こども園である。日々の活動では、折り紙、製作、ワーク、絵画をとりいてれている。行事では、プールや年長児のキャンプ、運動会、マラソン大会、遊戯会などを行っている。
- 所在地：〒290-0167　千葉県市原市喜多857番地
- 運営：学校法人沢学園
- 対象：0歳児から5歳児
- 認定こども園あすなろ幼稚園ホームページ

#### 沿革
- 1973年（昭和48年） - 開園
- 2021年（令和3年）
  - 3月 - 新校舎落成
  - 4月 - 認定こども園認可

## 公立幼稚園一覧
かつて10箇所余りが設置されていたものの、2022年12月1日現在、市原市に公立幼稚園は存在していない。

## 私立幼稚園一覧
市原市に存在する私立幼稚園は以下の通りである。

### 青葉台幼稚園
青葉台幼稚園（あおばだいようちえん）は、千葉県市原市にあり、学校法人斎藤学園が運営する私立幼稚園である。幼児期に育つべきものを幼児期に豊かに育むことにより、時代・環境・状況に左右されることなく幸せに生きることが出来る人材育成を目指している。図書室には、約2,000冊の絵本や図鑑等を置いている。
- 所在地：〒299-0111　千葉県市原市姉崎3338番地2
- 運営：学校法人斎藤学園

### 姉ヶ崎幼稚園
姉ヶ崎幼稚園（あねがさきようちえん）は、千葉県市原市にあり、学校法人黎明学園が運営する私立幼稚園である。

### 第二姉ヶ崎幼稚園
第二姉ヶ崎幼稚園（だいにあねがさきようちえん）は、千葉県市原市にあり、学校法人黎明学園が運営する私立幼稚園である。

### 市原うさぎ幼稚園
市原うさぎ幼稚園（いちはらうさぎようちえん）は、千葉県市原市にあり、学校法人島澤学園が運営する私立幼稚園である。

### 市原ふじ幼稚園
市原ふじ幼稚園（いちはらふじようちえん）は、千葉県市原市にあり、学校法人藤谷学園が運営する私立幼稚園である。

### 市原マリア・インマクラダ幼稚園
市原マリア・インマクラダ幼稚園（いちはらまりあいんまくらだようちえん）は、千葉県市原市にあり、学校法人マリア学院が運営する私立幼稚園である。

### 市原みのり幼稚園
市原みのり幼稚園（いちはらみのりようちえん）は、千葉県市原市にあり、学校法人藤谷学園が運営する私立幼稚園である。

### 鹿島台幼稚園
鹿島台幼稚園（かしまだいようちえん）は、千葉県市原市にあり、学校法人黎明学園が運営する私立幼稚園である。

### 玉泉幼稚園
玉泉幼稚園（ぎょくせんようちえん）は、千葉県市原市にあり、学校法人宝積寺が運営する私立幼稚園である。

### 五井ひまわり幼稚園
五井ひまわり幼稚園（ごいひまわりようちえん）は、千葉県市原市にあり、学校法人ひまわり学園が運営する私立幼稚園である。

### 心花幼稚園
心花幼稚園（しんかようちえん）は、千葉県市原市にあり、学校法人市原学園が運営する私立幼稚園である。

### 志髙幼稚園
志髙幼稚園（しこうようちえん）は、千葉県市原市にあり、学校法人史大学園が運営する私立幼稚園である。

### ちはら台幼稚園
ちはら台幼稚園（ちはらだいようちえん）は、千葉県市原市にあり、学校法人阿弥陀寺教育学園が運営する私立幼稚園である。

### 千原台まきぞの幼稚園
千原台まきぞの幼稚園（ちはらだいまきぞのようちえん）は、千葉県市原市にあり、学校法人宇野学園が運営する私立幼稚園である。

### 能満幼稚園
能満幼稚園（のうまんようちえん）は、千葉県市原市にあり、学校法人阿弥陀寺教育学園が運営する私立幼稚園である。

### 福増幼稚園
福増幼稚園（ふくますようちえん）は、千葉県市原市にあり、学校法人三和学園が運営する私立幼稚園である。

### やまと幼稚園
やまと幼稚園（やまとようちえん）は、千葉県市原市にあり、学校法人大和学園が運営する私立幼稚園である。

### 柳光幼稚園
柳光幼稚園（りゅうこうようちえん）は、千葉県市原市にあり、学校法人柳川学園が運営する私立幼稚園である。

## 廃止した施設
- 市原市立姉崎保育所（いちはらしりつあねさきほいくしょ）
  - 廃止理由：市原市立姉崎認定こども園に転換のため。
  - 現在：市原市立姉崎認定こども園
- 市原市立姉崎第二保育所（いちはらしりつあねさきだいにほいくしょ）
  - 廃止理由：施設老朽化、私立つぼみの森第二保育園新設のため。
  - 廃止時期：2018年（平成30年）3月
  - 所在地：〒299-0111　千葉県市原市姉崎2526番地2
  - 現在：建物撤去済
- 市原市立今津保育所（いちはらしりついまづほいくしょ）
  - 廃止理由：市原市立今津認定こども園に転換のため。
  - 所在地：〒299-0106　千葉県市原市今津朝山78番地
  - 現在：廃止
- 市原市立椎津保育所（いちはらしりつしいづほいくしょ）
  - 廃止理由：市原市立姉崎第二保育所に統合、私立つぼみの森第二保育園新設のため。
  - 廃止時期：2018年（平成30年）3月
  - 所在地：〒299-0118　千葉県市原市椎津1098番地1
  - 現在：建物撤去済
- 市原市立袖ヶ浦保育所（いちはらしりつそでがうらほいくしょ）
  - 廃止理由：不明
  - 廃止時期：不明
  - 所在地：〒290-0062　千葉県市原市八幡1390番地
  - 現在：建物撤去済
- 市原市立八幡保育所（いちはらしりつやわたほいくしょ）
  - 廃止理由：市原市立八幡認定こども園に転換のため。
  - 現在：市原市立八幡認定こども園
- 市原市立五井保育所（いちはらしりつごいほいくしょ）
  - 廃止理由：市原市立五井認定こども園に転換のため。
  - 現在：市原市立五井認定こども園
- 市原市立若葉保育所（いちはらしりつわかばほいくしょ）
  - 廃止理由：私立森の幼稚舎新設のため。
  - 所在地：〒290-0056　千葉県市原市五井5470番地
  - 現在：建物撤去済
- 市原市立市津保育所（いちはらしりつしづほいくしょ）
  - 廃止理由：私立風の子保育園新設のため
  - 廃止時期：不明
  - 所在地：〒290-0171　千葉県市原市潤井戸1327番地
  - 現在：建物撤去済
- 市原市立牛久保育所（いちはらしりつうしくほいくしょ）
  - 廃止理由：市原市立牛久認定こども園に転換のため。
  - 現在：市原市立牛久認定こども園
- 市原市立里見保育所（いちはらしりつさとみほいくしょ）
- 市原市立白鳥保育所（いちはらしりつしらとりほいくしょ）
- 市原市立高滝保育所（いちはらしりつたかたきほいくしょ）
  - 廃止理由：市原市立高滝認定こども園に転換のため。
- 市原市立今津認定こども園（いちはらしりついまづにんていこどもえん）
- 市原市立有秋幼稚園（いちはらしりつゆうしゅうしょうちえん）
- 市原市立千種幼稚園（いちはらしりつちぐさようちえん）
- 市原市立八幡幼稚園（いちはらしりつやわたようちえん）
- 市原市立惣社幼稚園（いちはらしりつそうじゃようちえん）
- 市原市立辰巳台幼稚園（いちはらしりつたつみだいようちえん）
  - 廃止理由：市原市立辰巳台認定こども園に転換のため。
- 市原市立牛久幼稚園（いちはらしりつうしくようちえん）
  - 廃止理由：市原市立牛久認定こども園に転換のため。